# 馮作民
馮作民（1927年—不詳），本名振凱，遼北康平人，是一位中华民国（台湾）翻译。
幼時在滿州國私塾受學，又在康平縣西校接受小學教育，課程包括日文，後通過滿州國日語三等檢定筆試及格。1946年投身於國民黨國民革命軍，成為青年軍207師61團二等兵，在東北作戰時數度負傷。1947年入「國防部預備幹部局特設嘉興青年中學」接受高中教育。
1949年國民革命軍戰事節節失利，學校解散，隨軍來臺，2月在基隆港上岸。後於政工訓班結訓後分發到207師擔任少尉排長，負責連指導員工作。1950年因病退役，療養期間寫文章投稿《國語日報》，開設專欄「閒情話語文」，筆名「孤啞客」。
馮作民雖學歷不高，靠自修學習英、日語、俄語，1951年曾任職國語日報社擔任校對。1957年在臺北南海路開設「文史書局」，認識作家亮軒，並介紹其將婚娶之阿秀給對方。1959年書店關門，馮作民又回國語日報社任職。1967年辭職，專職寫作與翻譯，為文星書店翻譯許多大部頭的日文及英文書籍，編著、譯著中外文史著作80餘冊，當中有部分被政治大學選為教材。
1988年3月9日與出版社發生衝突，持械犯案，造成兩死一傷，被判終身監禁，最後病死於獄中。台灣電視公司《台灣變色龍》曾以其殺人案故事，製播一集類戲劇。